# ویرجین کولا
ویرجین کولا (انگلیسی: Virgin Cola) شرکت نوشیدنی بریتانیایی است، که در سال ۱۹۹۴ تأسیس شد.